# Erika Sainte
Pour les articles homonymes, voir Sainte (homonymie).
Erika Sainte est une actrice belge, née le 14 juillet 1981[Où ?]. En 2012, elle obtient le Magritte du meilleur espoir féminin pour son rôle dans Elle ne pleure pas, elle chante.

## Biographie
En 2000, Erika Sainte est diplômée de l'Académie d’Ixelles, section humanités artistiques. Ensuite, elle étudie l'art dramatique à l'Institut des arts de diffusion à Louvain-la-Neuve. En 2004, elle y obtient son diplôme.

## Filmographie

### Actrice

#### Longs métrages
- 2011 : Elle ne pleure pas, elle chante de Philippe de Pierpont : Laura
- 2011 : Un heureux événement de Rémi Bezançon : la présentatrice de la télévision
- 2014 : Brabançonne de Vincent Bal : Sandrine
- 2014 : Belgian Disaster de Patrick Glotz : Magali
- 2014 : You're Ugly Too de Mark Noonan : Émilie
- 2014 : La French de Cédric Jimenez : Olivia[2]
- 2014 : Tous les chats sont gris de Savina Dellicour
- 2016 : Arrêtez-moi là de Gilles Bannier : Elisabeth Ostrovsky
- 2016 : Moonwalkers de Antoine Bardou-Jacquet
- 2016 : Les Survivants de Luc Jabon : Nadia
- 2017 : Le Serpent aux mille coupures de Eric Valette : Stéphanie
- 2017 : Je suis resté dans les bois d’elle-même, Michaël Bier et Vincent Solheid : Erika
- 2017 : Jeune Femme de Léonor Serraille : Mère de Lila
- 2017 : À deux heures de Paris de Virginie Verrier : Sidonie
- 2018 : Une part d'ombre de Samuel Tilman avec Fabrizio Rongione, Natacha Régnier, Baptiste Lalieu
- 2018 : Le Grand Bain de Gilles Lellouche : Diane[2]
- 2020 : Bronx d'Olivier Marchal : Zoé Vronski
- 2020 : Louloute de Hubert Viel : Louloute adulte
- 2023 : Jeanne du Barry de Maïwenn : Anne
- 2025 : Bastion 36 d'Olivier Marchal : Alexandra de Brandt

#### Courts métrages
- 2004 : Né un 14 février de Michaël Bier
- 2007 : Noël 347 de Michaël Bier, Alice De Vestele : Miss Noël
- 2008 : Eau de vie de Nadia Benzekri
- 2009 : Passagers de Samuel Feller : Erica
- 2011 : Marie et Fred de Nicolas Dedecker : Marie (publicité)
- 2011 : Fred et Marie de Nicolas Dedecker : Marie (publicité)
- 2011 : Dos au mur de Miklos Keleti : Natacha
- 2014 : Une séparation de Michaël Bier : Leila

#### Téléfilms
- 2002 : Passage du bac d'Olivier Langlois : Madame Dercourt
- 2018 : Jacqueline Sauvage : C'était lui ou moi d'Yves Rénier : Carole
- 2018 : Victor Hugo, ennemi d'État de Jean-Marc Moutout : Léonie d'Aunet
- 2022 : Dans l'ombre des dunes de Philippe Dajoux : Julie[2]
- 2022 : La Malédiction du lys de Philippe Niang : Clémence

#### Séries télévisées
- 2011 : Interpol : Julia Neuvens  (épisode La vie devant soi)
- 2014-2016 : Euh : Sylvie (websérie)
- 2016-2018 : Baron noir : Fanny (2 saisons)[2]
- 2018-2022 : Les Rivières pourpres : le lieutenant Camille Delaunay[2]
- 2021 : Mon ange d'Arnauld Mercadier : Nadine Bastien
- 2021 : J'ai tué mon mari de Rémy Silk Binisti : Anna
- 2024 : Le Voyageur : Chloé (saison 2, épisode 7 : Le Danseur de verre)
- 2025 : Soleil noir (mini-série Netflix) : Joséphine
- 2026 : Marie-Line, incognito d'Arnauld Mercadier : Stéphanie

### Réalisatrice

#### Long métrage
- 2017 : Je suis resté dans les bois d’elle-même (coréalisé avec Michaël Bier et Vincent Solheid)

## Théâtre

### Saison 2004-2005
- Vincent à Brixton de Nicholas Wright au Théâtre du Rideau de Bruxelles
- La Mastication des morts de Patrick Kermann au Théâtre du Rideau de Bruxelles
- Terre des Folles de Laurence Cossé, au Zone Urbaine Théâtre
- Oncle Vania de Tchekhov au Théâtre de la Vie
- 2014 : Qui a peur de Virginia Woolf ? d’Edward Albee, mise en scène par Michel Kacenelenbogen au Théâtre Le Public à Bruxelles

## Distinction

### Récompense
- 2012 : Magritte du meilleur espoir féminin dans Elle ne pleure pas, elle chante[2]